# Agriocnemis femina
Agriocnemis femina – gatunek ważki z rodziny łątkowatych (Coenagrionidae). Jest szeroko rozprzestrzeniony i występuje od północno-wschodnich Indii i Sri Lanki po Chiny, Japonię, północno-wschodnią Australię i wyspy Oceanii.